# Callistola corporaali
Callistola corporaali es un insecto coleóptero de la familia Chrysomelidae.
Fue descrita científicamente por primera vez en 1932 por Uhmann.